# Gulfstream G100
O Gulfstream G100, conhecido anteriormente como Astra SPX, é uma aeronave bimotora fabricada pela Israel Aircraft Industries, agora produzida pela Gulfstream. A designação dada para o G100 pela USAF é C-38 Courier.

## Design e Desenvolvimento
O IAI Astra evoluiu do Rockwell Jet Commander, do qual a IAI havia comprado a licença de produção em 1968, e do IAI Westwind.
Em Setembro de 2002 a Gulfstream anunciou o G150, um pouco melhorado, mas baseado no G100.
O C-38 Courier está sendo utilizado atualmente pela Força Aérea dos Estados Unidos com o 201º Esquadrão at Andrews Air Force Base , em Maryland. O C-38 substituiu o antigo C-21 Learjet. O C-38 possui algumas diferenças em relação ao Gulfstream G100 civil, dispondo de GPS de classe militar, Navegação Aérea Táctica, Rádios UHF e VHF, e um sistema de identificação de aliados e inimigos.[carece de fontes?]

## Operadores
Estados Unidos
- Força Aérea dos Estados Unidos

## Ligações Externas
- Website do G150
- Globalsecurity.org
- Voo de Teste do G150
- airliners.net: dados & fotos